# José Yepes
José Yepes (1897–1976) – argentyński zoolog i zoogeograf; autor wielu opracowań z zakresu występowania zwierząt w Ameryce Południowej.
Publikacje:
- Los edentata argentinos; Buenos Aires : Imprenta de la Universidad, 1928
- Los roedores octodóntidos con distribución en la zona cordillerana de Chile y Argentina. Revista Chilena de Historia Natural 34:321–331. 1930.
- Epitome de la sistematica de los roedores argentinos. Revista del Instituto de Bacteriologıa 7:213–269. 1935
- Historia natural Ediar : mamíferos sud-americanos : vida, costumbres y descripción; (współautor z Angel Cabrera)- Buenos Aires : Compañia Argentina de editores, 1940
- Roedores : enemigos del campo; Buenos Aires : Sudamericana, 1941
- Zoogeografía de los roedores octodóntidos de Argentina y descripción de un género nuevo. Revista Argentina de Zoogeografía 2:69–81. 1942.
- Comentarios sobre cien localidades para mamiferos Sudamericanos. Revista de Argentina Zoogeografia, 4:59-71; 1944